# Zatrephes cardytera
Zatrephes cardytera là một loài bướm đêm thuộc phân họ Arctiinae, họ Erebidae.